# Pierre Goursat
 (décembre 2024).
Pour les articles homonymes, voir Goursat.
Pierre Goursat (15 août 1914 - 25 mars 1991) est le fondateur de la Communauté de l'Emmanuel et de la Fraternité de Jésus.
Il est reconnu vénérable par l'Église catholique.

## Enfance
Pierre Goursat est né le 15 août 1914 à Paris où il a demeuré toute sa vie. Enfant, il perd son unique frère dont il était très proche. Il est le neveu de Marie Joseph Georges Goursat dit Sem, caricaturiste du début du XXe siècle.
Jeune homme brillant, il entreprend des études d'art[Quand ?][Où ?]. Sa conversion à une foi catholique personnelle[Quoi ?] se situe à l’âge de 19 ans alors qu’il est soigné pour une tuberculose au plateau d'Assy. Il raconte avoir entendu intérieurement son frère mort lui dire[pas clair] « tu es devenu orgueilleux ». Il dira[Quand ?] que ces quelques instants le remplirent d'humilité,.

## L'époque de formation
Pendant la seconde guerre mondiale, Pierre Goursat rencontre le cardinal Suhard, archevêque de Paris et fondateur de la Mission de France dont il devient proche. Le cardinal devient son directeur de conscience, le confirme dans sa vocation de laïc consacré dans le célibat et l'encourage à réfléchir à un engagement missionnaire.
Engagé dans le monde culturel[Lequel ?], il reste marqué par une santé fragile. Il se consacre à l’évangélisation par la diffusion de livres et de revues. Il participe au Cercle Catholique des Intellectuels[Quoi ?]. Il s’oriente ensuite vers le cinéma. Il devient l’ami et parfois le conseiller de plusieurs metteurs en scène et exerce pendant dix années la fonction de secrétaire de l’Office catholique français du cinéma. En 1970, il prend sa retraite,,.

## L'engagement et la fondation de l'Emmanuel
Le 11 février 1972, quarante personnes, dont Pierre Goursat et Martine Laffitte, sont réunies pour entendre le témoignage de Xavier Le Pichon qui revient d'un voyage aux États-Unis où il a découvert le renouveau charismatique. Plus tard[Quand ?], avec cinq autres personnes, il constitue un groupe de prière à Paris inspiré par l'expérience du renouveau. Une année plus tard, le groupe rassemble cinq cents personnes. Ainsi naissent les prémices de la Communauté de l'Emmanuel dont il devient le premier modérateur[réf. nécessaire].
En 1986, le pape Jean-Paul II, en visite à Paray-le-Monial aurait remercié Pierre Goursat d'avoir fondé la Communauté de l'Emmanuel,,,.

## La cause de béatification
Pierre Goursat meurt le 25 mars 1991. Ses funérailles, présidées par le cardinal Lustiger, se déroulent à l'église de la Sainte-Trinité. Il est enterré à Paray-le-Monial.
Le conseil de la Communauté de l'Emmanuel obtient en 2009 l'accord de Rome pour l'introduction de sa cause de béatification,. Francis Kohn est nommé postulateur. La vice-postulatrice est Élisabeth Baranger. La phase diocésaine s'ouvre 7 janvier 2010 à Paris. La commission chargée de l’enquête compte notamment Georges Soubrier, délégué épiscopal pour la cause, et Xavier Rambaud, promoteur de justice. La phase diocésaine de l’enquête est officiellement clôturée en janvier 2016 à Paris.
Le 18 décembre 2024, le Dicastère pour les causes des Saints publie un décret reconnaissant ses vertus héroïques,.